# Burguillos del Cerro
Burguillos del Cerro es un municipio y localidad española de la provincia de Badajoz, en la comunidad autónoma de Extremadura.

## Situación
Burguillos se sitúa en el suroeste de la provincia de Badajoz, a mitad de camino entre Zafra y Jerez de los Caballeros, al abrigo de su poderoso castillo. Pertenece a la comarca de Zafra - Río Bodión y al partido judicial de Zafra.

## Historia
Burguillos nace de la unión de diferentes enclaves localizados en torno a las ermitas de San Coronado, San Vicente, San Lázaro, entre otras...

Burguillos fue parte de la herencia directa de la Orden templaria.

Estuvo dentro de las tierras de la Taifa de Badajoz, y tras la ocupación del territorio por la Orden del Temple en 1229, bajo cuyo dominio estuvo durante toda la Reconquista, el núcleo quedó incluido en el Bayliato de Jerez de los Caballeros. Con la disolución de la Orden, Burguillos se convirtió en Señorío, pasando por numerosas titularidades (desde el Reino de Portugal hasta el propio Rey de Castilla) hasta integrarse en 1393 como propiedad de Diego López de Zúñiga o Stúñiga, Señor y Duque de la Casa de Béjar, en cuya demarcación se mantuvo hasta el siglo XIX. En el siglo XVI, y bajo Teresa de Zúñiga y Guzmán, conoció la Villa su máximo esplendor. 
Durante las guerras hispano-portuguesas de los siglos XVII y XVIII experimentó repetidos arrasamientos y otros avatares.
A la caída del Antiguo Régimen la localidad se constituye en municipio constitucional en la región de Extremadura. Desde 1834 quedó integrado en el partido judicial de Fregenal de la Sierra. En el censo de 1842 contaba con 850 hogares y 3080 vecinos.
Hasta la reforma de la nomenclatura municipal de 1916 el municipio se llamaba simplemente Burguillos. En dicha fecha su nombre fue modificado por el de Burguillos del Cerro.
En la primera mitad del siglo XX el ferrocarril llegó a la zona con la inauguración de la línea Zafra-Jerez de los Caballeros, que entró en servicio en 1936. En el municipio se llegó a levantar una estación propia. Este trazado estaba previsto que llegase hasta Villanueva del Fresno y que finalmente enlazara con la red ferroviaria portuguesa, pero esta posibilidad nunca se materializó. En la actualidad el tráfico de la línea se limita a trenes de mercancías.

## Demografía
Burguillos del Cerro cuenta con una población de 2970 habitantes (INE 2024).
| Gráfica de evolución demográfica de Burguillos del Cerro entre 1842 y 2021 |
| |
| Población de derecho según los censos de población del INE. Población de hecho según los censos de población del INE.En estos censos se denominaba Burguillos: 1842, 1857, 1860, 1877, 1887, 1897, 1900 y 1910. |

## Administración
Lista de alcaldes de la localidad desde las primeras elecciones municipales en 1979.
| Periodo   | Nombre                        | Partido              |
| --------- | ----------------------------- | -------------------- |
| 1979-1983 | Saturnino de los Santos       | UCD                  |
| 1983-1987 | Juan Moriche                  | PSOE                 |
| 1987-1991 | José Calvo Cordón             | PSOE                 |
| 1991-1995 | Francisco Diaz                | PSOE                 |
| 1995-1999 | José Calvo Cordón             | PSOE                 |
| 1999-2003 | José Calvo Cordón             | PSOE                 |
| 2003-2007 | José Calvo Cordón             | PSOE                 |
| 2007-2011 | José Calvo Cordón             | PSOE                 |
| 2011-2015 | José Calvo Cordón             | PSOE                 |
| 2015-2019 | Manuel Lima Díaz              | Despierta Burguillos |
| 2019-2023 | Manuel Lima Díaz              | Despierta-Extremeños |
| 2023-act. | María José Calderón Carretero | PP                   |

## Patrimonio

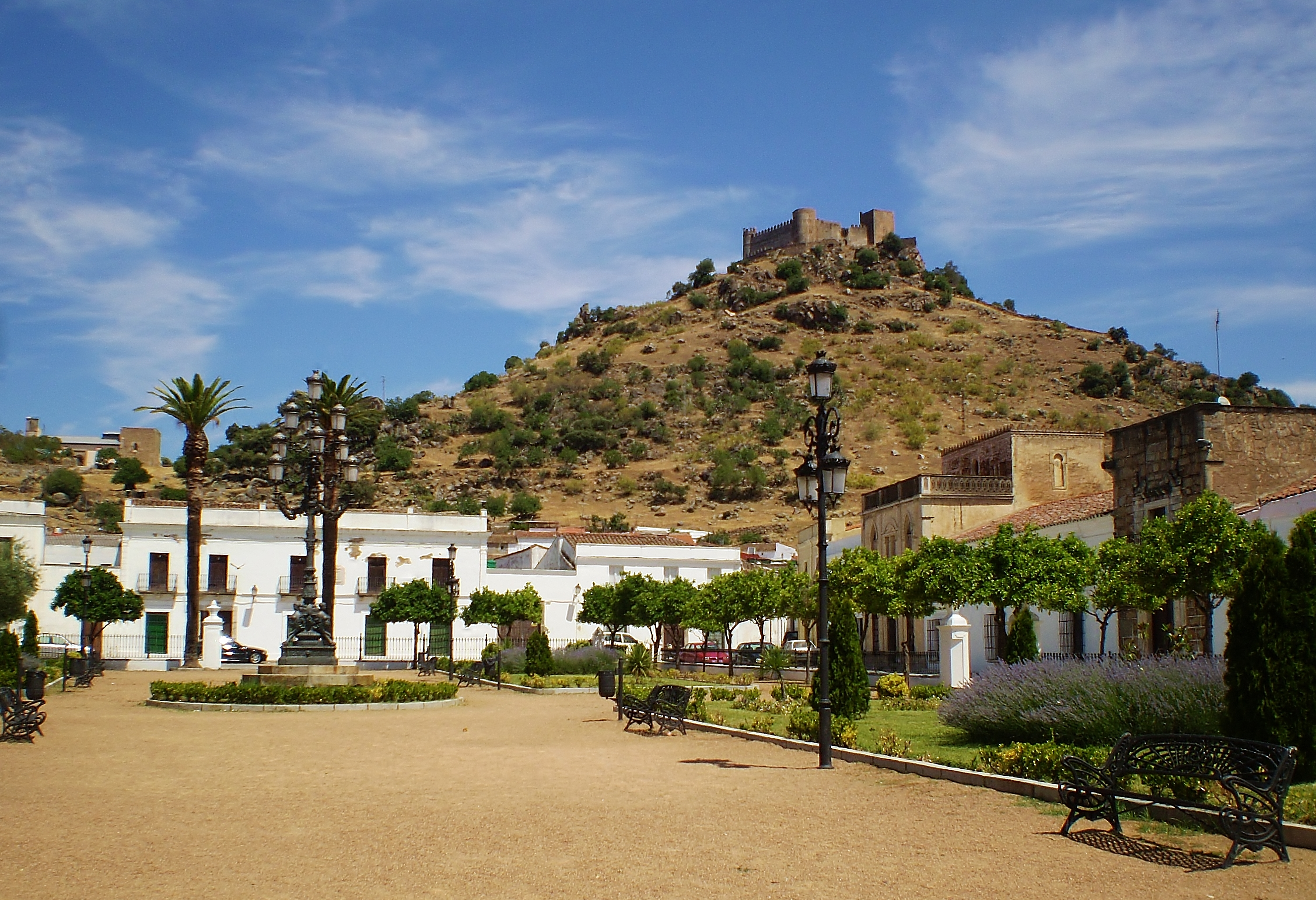
Plaza de la fuente llana de Burguillos del Cerro

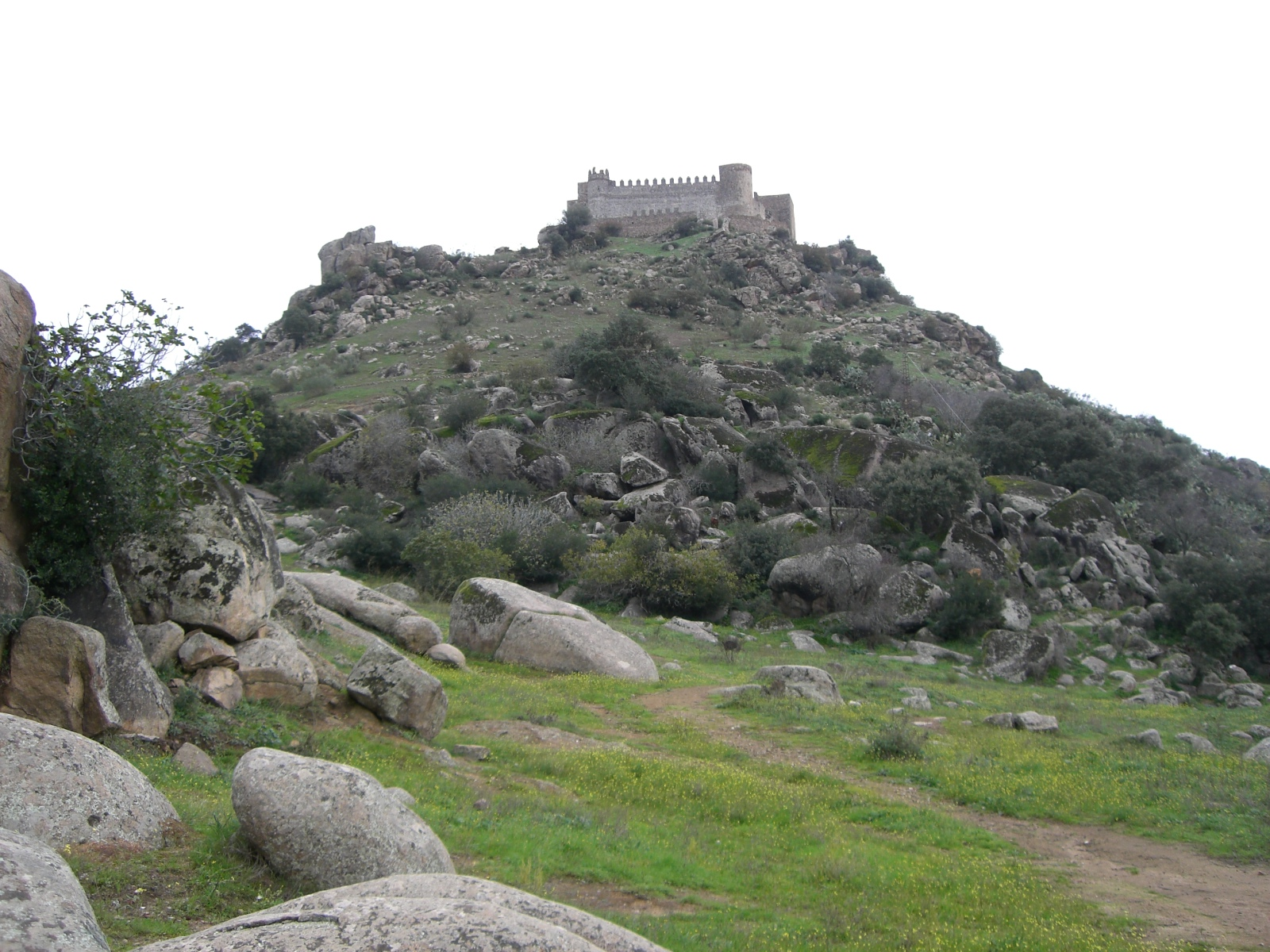
Castillo de Burguillos del Cerro

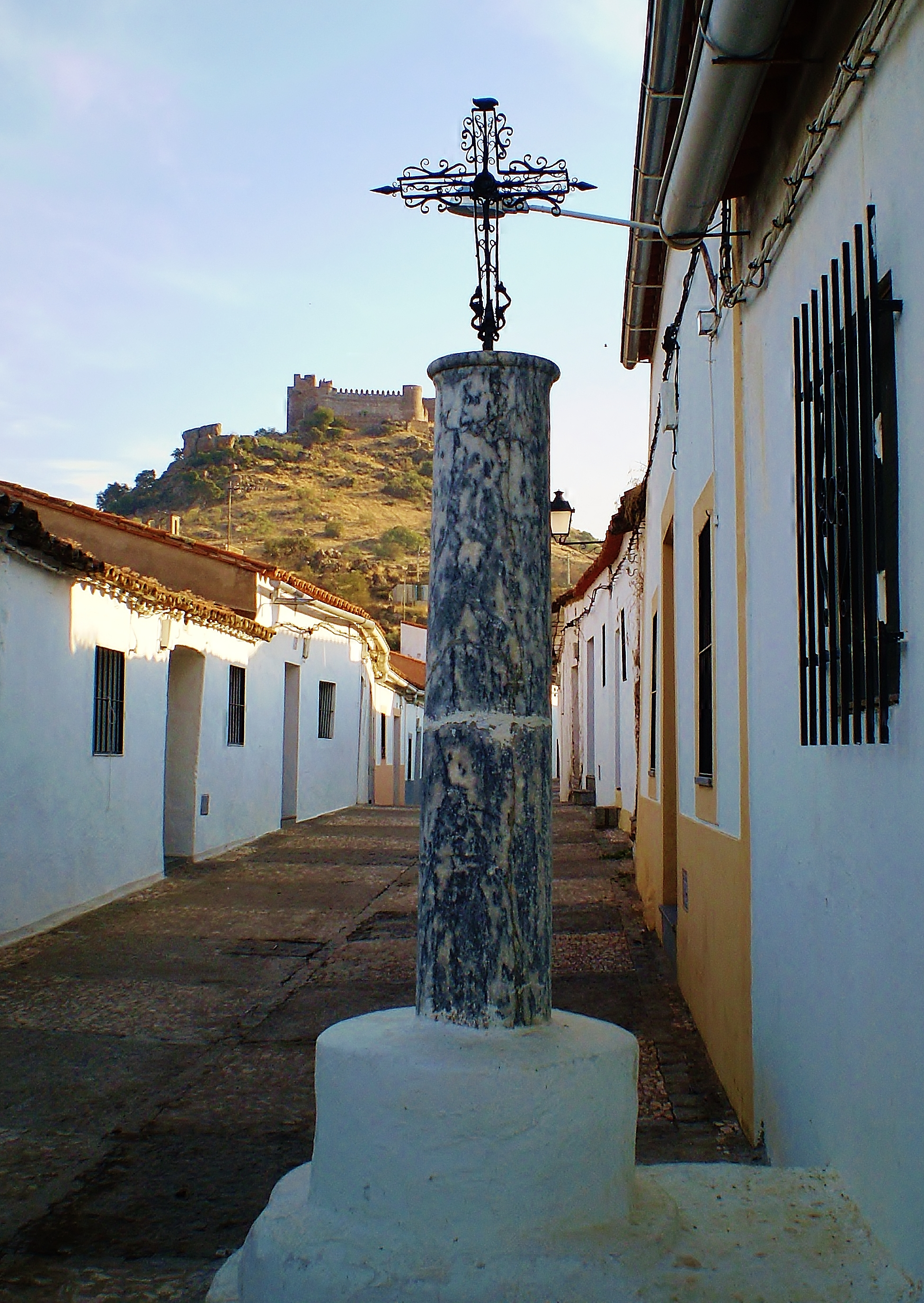
Cruz de la Calle San Juan del

- Castillo de Burguillos del Cerro: siglo XIII.
- Ex-parroquia de San Juan Bautista. Data del siglo XIV.
- Exparroquia de Santa María de la Encina de Burguillos del Cerro
- Parroquia de Santa María de la Encina[8] y San Juan Bautista. siglo XVIII.
- Ex-convento de las Llagas de San Francisco en Burguillos del Cerro siglo XVI.
- Iglesia de la Misericordia y Judería. Situada en una plaza con un pilar en el medio.
- Iglesia del Cristo. Situada en la parte más céntrica del pueblo al final del paseo, data del siglo XVIII.
- Iglesia de las Monjas. Situada en el convento de las monjas, hoy día el Ayuntamiento.
- Iglesia del Amparo. Situada en la plaza donde se encuentre la residencia de ancianos.
- Iglesia del Perpetuo Socorro . Situada en la plaza donde se realiza las fiestas del Perpetuo Socorro.
- Cruces. Las cruces están situadas en las salidas del pueblo. Cada 100 años se coloca una cruz en las salidas el día 3 de mayo desde el siglo XVI:
  - siglo XVI, calle San Juan.
  - siglo XVII, calle Zafra.
  - siglo XVIII, Ctra. Zafra.
  - siglo XIX, plaza del Amparo.
  - siglo XX, plaza del Perpetuo Socorro.
  - siglo XXI, carretera de Valverde.
- Paseo de la Fuente Llano, bajo el cual se encuentra una fuente subterránea.
- Puente Medieval a las afueras del pueblo siguiendo un pequeño desvió de la Ruta de la Plata y La Cañada Real.
- Pilares. Hay diferentes pilares de interés situados tanto en el centro urbano del pueblo como a las afueras como: Pilar del Oro o La Fuente Nueva, Pilar de arriba, Pilar del Pocito de Abajo, Pilar Grande (en la plaza de la Misericordia).
- Casa del Corregidor. Antigua cárcel y casa del corregidor de las tierras de Burguillos del Cerro.
- Dolmen de las Cañaveras o de Azamel

## Fiestas
- Feria del Espárrago: Último fin de semana de marzo-inicios de abril (Organizada por ASEM Burguillos).
- El Paso de la Buena Mujer: Jueves Santo.
- El Camino de San Isidro: Último fin de semana de abril.
- San Gregorio, Patrón de la localidad: 9 de mayo.
- San Isidro: 15 de mayo.
- San Juan: 24 de junio.
- Fiesta de los Templarios: Mediados de julio.
- Ferias y fiestas de San Lorenzo: del 9 al 12 de agosto.
- El Amparo: Último fin de semana de agosto.
- Fiestas del Santo Cristo: 13 y 14 de septiembre.

## Hermanamientos
- Burguillos de Toledo (España)
- Burguillos de Sevilla (España)